# Jesús Ferreira
Jesús Ferreira (Santa Marta, 2000. december 24. –) amerikai válogatott labdarúgó, a Seattle Sounders csatára.

## Pályafutása

### Klubcsapatokban
Ferreira a kolumbiai Santa Marta városában született. Az ifjúsági pályafutását 2009-ben, a Dallas akadémiájánál kezdte.
2017-ben mutatkozott be a Dallas észak-amerikai első osztályban szereplő felnőtt csapatában. 2017. június 4-én, a Real Salt Lake ellen 6–2-re megnyert mérkőzés 71. percében Roland Lamah cseréjeként debütált, majd a 89. percben megszerezte első gólját is a klub színeiben. A 2018-as szezonban a másodosztályú Tulsa csapatát erősítette kölcsönben, ahol 14 mérkőzésen hat gólt ért el. Ferreira 2019-ben és 2022-ben is meghosszabbította a szerződését a Dallassal, amely így 2025. december 31-éig szól. 2022. március 20-án, a Portland Timbers ellen hazai pályán 4–1-re megnyert mérkőzésen mesterhármast szerzett. 2025. januárjában a Seattle Sounders szerződtette.

### A válogatottban
Ferreira 2021-ben 4 mérkőzés erejéig képviselte Amerikát az U23-as korosztályban.
2020-ban debütált az amerikai válogatottban. Először a 2020. február 1-ei, Costa Rica elleni mérkőzésen lépett pályára. 2021. január 31-én, Trinidad és Tobago ellen 7–0-ra megnyert barátságos mérkőzésen megszerezte első és második válogatott gólját is. 2022. június 10-én a CONCACAF Nemzetek Ligájában Grenada ellen 5–0-ra megnyert mérkőzésen négy gólt szerzett.

## Statisztikák
2024. június 23. szerint
| Klub     | Szezon   | Osztály  | Bajnokság | Bajnokság | Kupa  | Kupa | Nemzetközi | Nemzetközi | Összesen | Összesen |
| Klub     | Szezon   | Osztály  | Meccs     | Gól       | Meccs | Gól  | Meccs      | Gól        | Meccs    | Gól      |
| -------- | -------- | -------- | --------- | --------- | ----- | ---- | ---------- | ---------- | -------- | -------- |
| Dallas   | 2017     | MLS      | 1         | 1         | 0     | 0    | —          | —          | 1        | 1        |
| Dallas   | 2018     | MLS      | 1         | 0         | 0     | 0    | —          | —          | 1        | 0        |
| Dallas   | 2019     | MLS      | 34        | 8         | 2     | 0    | —          | —          | 36       | 8        |
| Dallas   | 2020     | MLS      | 21        | 1         | 0     | 0    | —          | —          | 21       | 1        |
| Dallas   | 2021     | MLS      | 27        | 8         | 0     | 0    | —          | —          | 27       | 8        |
| Dallas   | 2022     | MLS      | 35        | 18        | 2     | 0    | —          | —          | 37       | 18       |
| Dallas   | 2023     | MLS      | 29        | 13        | 1     | 0    | 4          | 1          | 34       | 14       |
| Dallas   | 2024     | MLS      | 13        | 4         | 2     | 0    | —          | —          | 15       | 4        |
| Tulsa    | 2018     | USL      | 14        | 6         | 0     | 0    | —          | —          | 14       | 6        |
| Összesen | Összesen | Összesen | 176       | 59        | 7     | 0    | 4          | 1          | 187      | 60       |

### A válogatottban
| Válogatott       | Év       | Pályára lépés | Gól |
| ---------------- | -------- | ------------- | --- |
| Egyesült Államok | 2020     | 1             | 0   |
| Egyesült Államok | 2021     | 4             | 2   |
| Egyesült Államok | 2022     | 11            | 5   |
| Egyesült Államok | 2023     | 7             | 8   |
| Összesen         | Összesen | 23            | 15  |

#### Góljai a válogatottban
| #  | Időpont           | Helyszín                                                      | Ellenfél             | Gólok | Eredmény              | Kiírás                                         |
| -- | ----------------- | ------------------------------------------------------------- | -------------------- | ----- | --------------------- | ---------------------------------------------- |
| 1  | 2021. január 31.  | Exploria Stadion, Orlando, Amerikai Egyesült Államok          | Trinidad és Tobago   | 2–0   | 7–0                   | Barátságos mérkőzés                            |
| 2  | 2021. január 31.  | Exploria Stadion, Orlando, Amerikai Egyesült Államok          | Trinidad és Tobago   | 7–0   | 7–0                   | Barátságos mérkőzés                            |
| 3  | 2022. március 27. | Exploria Stadion, Orlando, Amerikai Egyesült Államok          | Panama               | 3–0   | 5–1                   | 2022-es labdarúgó-világbajnokság-selejtező     |
| 4  | 2022. június 10.  | Q2 Stadium, Austin, Amerikai Egyesült Államok                 | Grenada              | 1–0   | 5–0                   | 2022–2023-as CONCACAF-nemzetek ligája (A liga) |
| 5  | 2022. június 10.  | Q2 Stadium, Austin, Amerikai Egyesült Államok                 | 2–0                  |       | 5–0                   | 2022–2023-as CONCACAF-nemzetek ligája (A liga) |
| 6  | 2022. június 10.  | Q2 Stadium, Austin, Amerikai Egyesült Államok                 | 3–0                  |       | 5–0                   | 2022–2023-as CONCACAF-nemzetek ligája (A liga) |
| 7  | 2022. június 10.  | Q2 Stadium, Austin, Amerikai Egyesült Államok                 | 5–0                  |       | 5–0                   | 2022–2023-as CONCACAF-nemzetek ligája (A liga) |
| 8  | 2023. április 20. | State Farm Stadion, Glendale, Amerikai Egyesült Államok       | Mexikó               | 1–1   | 1–1                   | Barátságos mérkőzés                            |
| 9  | 2023. június 28.  | Citypark, Saint Louis, Amerikai Egyesült Államok              | Saint Kitts és Nevis | 3–0   | 6–0                   | 2023-as CONCACAF-aranykupa                     |
| 10 | 2023. június 28.  | Citypark, Saint Louis, Amerikai Egyesült Államok              | Saint Kitts és Nevis | 4–0   | 6–0                   | 2023-as CONCACAF-aranykupa                     |
| 11 | 2023. június 28.  | Citypark, Saint Louis, Amerikai Egyesült Államok              | Saint Kitts és Nevis | 5–0   | 6–0                   | 2023-as CONCACAF-aranykupa                     |
| 12 | 2023. július 2.   | Bank of America Stadion, Charlotte, Amerikai Egyesült Államok | Trinidad és Tobago   | 1–0   | 6–0                   | 2023-as CONCACAF-aranykupa                     |
| 13 | 2023. július 2.   | Bank of America Stadion, Charlotte, Amerikai Egyesült Államok | Trinidad és Tobago   | 2–0   | 6–0                   | 2023-as CONCACAF-aranykupa                     |
| 14 | 2023. július 2.   | Bank of America Stadion, Charlotte, Amerikai Egyesült Államok | Trinidad és Tobago   | 3–0   | 6–0                   | 2023-as CONCACAF-aranykupa                     |
| 15 | 2023. július 12.  | Snapdragon Stadion, San Diego, Amerikai Egyesült Államok      | Panama               | 1–1   | 1–1 (büntetőkkel 4–5) | 2023-as CONCACAF-aranykupa                     |

## Sikerei, díjai
Amerikai válogatott
- CONCACAF Nemzetek ligája
  - Győztes (1): 2022–23

Egyéni
- MLS All-Stars: 2022, 2023